# Mai 68 à Toulouse
Les événements de mai-juin 1968, ou plus brièvement Mai 68, désignent une période durant laquelle se déroulent, en France, y compris en Haute-Garonne, un long et massif mouvement social.
Avec les événements de 1968 en Normandie et ceux de la région lyonnaise, les grèves et manifestations à Nancy et Metz, les événements de Mai 68 à Toulouse ont joué un rôle important, selon les historiens, dans l'avènement de Mai 68. Dès la fin avril se créé un Mouvement du 25 avril porté par un journal éponyme, qui centralise une partie de l'agitation et de la contestation, avec une grande manifestation du 13 mai 1968 à la tête de laquelle s'investit le maire de Toulouse Louis Bazerque, confronté à des tensions dans sa majorité de centre-gauche à la succession d'Eugène Montel à la présidence du conseil général de Haute-Garonne en 1966.
Toulouse est l’un des principaux foyers contestataires du pays, portée par un climat local traditionnellement propice.
Comme à Nantes la rencontre des étudiants, des ouvriers et même des paysans  a fait des événements de mai-juin 1968 dans la ville rose un laboratoire social. L'historiographie de Mai 68 a en effet rappelé à partir des années 1990 que la révolte étudiante avait eu lieu sur l'ensemble du territoire, en particulier dans les résidences universitaires de nombreuses villes de province, pour constituer le plus important mouvement social de l'histoire de France du XXe siècle.
Des prémices ont eu lieu dès janvier-février 1968 à la Résidence universitaire de Toulouse-Rangueil. Le mouvement ouvrier toulousain fut plus lent au démarrage que dans d'autres villes de France mais ensuite très étendu avec en particulier un conflit long chez Sud-Aviation, où l’usine est occupée par les ouvriers.

## Le contexte

### La croissance étudiante dans la ville
Au milieu des années soixante, Toulouse bénéficie d’un essor démographique, avec près de 371 000 habitants en 1967, couplé à une expansion économique tirée par l’industrie aéronautique. A la rentrée 1967 plus de 30 000 étudiants sont recensés dont un tiers à la seule faculté de lettres. Droit et sciences humaines sont au cœur de la cité, rue Albert Lautmann, même si un déménagement est prévu depuis 1965 vers la ZUP du Mirail.

### La chaudière hypokâgne
La classe d'hypokhâgne du Lycée Pierre-de-Fermat à Toulouse compte beaucoup d'oppositionnels au sein de l'Union des étudiants communistes (UEC) dont Antoine Artous et Daniel Bensaïd, deux délégués oppositionnels au congrès UEC de 1966, qui confondent la Jeunesse communiste révolutionnaire peu après, soutenus par leur aîné Gérard de Verbizier qui faisait de fréquents voyages à Toulouse. 
« les idées de Mai 68 sont nées bien avant, dès les années 64, 65 », dans des lieux emblématiques de cette fermentation, comme l’Aget 15 rue des Lois, ou le Florida. Daniel Bensaid y est respecté pour son engagement dans la philo et les luttes anticolonialistes comme les Comités Vietnam et une fois déménagé à Saint-Cloud et Nanterre, il reste en contact permanent avec Toulouse. 
Côté universitaires, le livre de Pierre Bourdieu et André Passeron Les Héritiers (sociologie) avait été lu par les « intellectuels » du mouvement étudiant, en particulier à la faculté de droit et sciences économiques et par ceux qui venaient de Jeunesse Étudiante Chrétienne, dans une université où la nostalgie de l’Algérie française était également « bien portée », suscitant des antagonismes, tandis que les enseignants manifestent une volonté d’échanges avec leurs étudiants et « n'hésitent pas à les tutoyer et à sortir du cours pour évoquer la vie courante ».

### La coopération JCR-PSU au sein de l'UNEF
A Toulouse, les étudiants se réclamant Parti socialiste unifié bénéficient du prestige lié au parcours de l'ancien maire. Raymond Badiou, ancien élève à l'École normale supérieure et grand résistant, qui fut maire SFIO de Toulouse de 1944 à 1958 et député de la Haute-Garonne jusqu'en 1951 avait démissionné en 1958 de la SFIO en raison des positions de ce parti sur la guerre d'Algérie. Redevenu professeur de mathématiques supérieures au lycée de Toulouse, il avait contribué parallèlement à la création du Parti socialiste autonome, puis du PSU.
À la rentrée de 1967, la tendance « gauche syndicale », animée par des étudiants de la corpo de lettres au sein de laquelle cohabitaient difficilement différentes tendances de l'Union des Étudiants Communistes, à la tête de l’AGET-UNEF depuis 1964, fut dans l’impossibilité de maintenir son contrôle. Alain Alcouffe, des Etudiants Socialistes Unifiés est ainsi élu à la présidence locale du syndicat UNEF, avec sa femme christine et Antoine Artous, leader local de la JCR, au bureau. Il forme une coalition hétéroclite avec des étudiants de la corpo de droit et des étudiants issus de l’UEC de stricte obédience pour gérer l’AGET-UNEF, qui devient « ouvertement hostile aux orientations du gouvernement ».
Sur la place St-Sernin, en face de la Basilique, CGT et CNT cohabitent dans la Bourse du Travail et se partagent les salles de réunion. Les réunions animées par une douzaine de filles et fils d'anarchistes espagnols avant 68,passent pendant les événements de Mai 68 à 200 personnes.  La Dépêche du Midi témoigne d'intérêt et sympathie, sous la plume de François Queffelec notamment, le compte rendu des événements.

## Les prémices en janvier et février 68
Le mouvement s'est généralisé en février. Les étudiants ont manifesté le 14 février, jour de la Saint-Valentin, sur la quasi-totalité des campus, où les garçons ont symboliquement envahi les pavillons des filles.

### Les heurts entre étudiants le 25 avril
À la faculté de droit, l'association corporative est contrôlée par la droite et l’Unef, qui l'assimile à "l'extrême droite" prétend ne pas avoir le droit de mettre un pied dans les amphithéâtres. Pierre Montané de La Roque, qui s'est déclaré ouvertement et violemment contre la constitution de 1958 et le général de Gaulle y enseigne. La Faculté de Droit jouxtait alors, en plein centre-ville, la Faculté des Lettres, appelée "faculté Albert Lautman", du nom du grand mathématicien exécuté par les nazis.
Après l'attaque quasiment mortelle dont est victime le 12 avril à Berlin Rudi Dutschke, leader de l'Union socialiste allemande des étudiants (SDS), une manifestation est appelée à Toulouse le 23 avril 1968  par la Jeunesse communiste révolutionnaire (JCR), les Etudiants Socialistes Unifiés et les comités Vietnam (CVN), dans le sillage des manifestations parisiennes des 11 et du 19 avril, en bénéficiant de l'implantation naissante de la JCR à Toulouse, une trentaine de militants.
Le rassemblement du 23 avril 1968, réussi avec cent à deux cents étudiants, se termine dans l'amphithéâtre Marsans, en présence d'un étudiant de l'Union socialiste allemande des étudiants (SDS) et il est décidé de se retrouver le surlendemain dans le Grand amphithéâtre, le doyen Jacques Godechot l'acceptant. Le lendemain, des affichettes et des tracts mettent en exergue l’occupation de l'amphi comme un acte politique. Ils présentent l'autorisation pour le surlendemain comme une grande victoire obtenue sur l'administration universitaire et sur la Fédération des étudiants nationalistes, association pro-Algérie française fondée au plus forte de la guerre en 1960, influente dans une ville qui a accueilli beaucoup de rapatriés, auto-dissoute en 1967, après la scission d'Occident en 1965, et perdure localement sous le nom de "Fédération des étudiants toulousains". La FET vint se plaindre de ces affiches au doyen de la faculté de droit, Gabriel Marty et menace d'empêcher la réunion par la force. 
Le jeudi matin, vers 9 heures, Gabriel Marty téléphone à son homologue de la faculté de lettres, Jacques Godechot, pour lui demander d'annuler l'assemblée, en raison du risque de bagarres sanglantes et annonce qu'il doit s'absenter de Toulouse l'après-midi. 
Jacques Godechot répond que l'interdiction est le meilleur moyen de provoquer la bagarre, mais le recteur lui donne l'ordre de le faire. A midi, il affiche l’interdiction de la réunion,. Le grand amphithéâtre est gardé par les étudiants en droit, mais le petit "Marsans" est libre, avec 400 étudiants pour 200 places. Parmi eux, l'étudiant allemand, qui n'est pas francophone, mais aussi Daniel Bensaid, militant JCR germanophone venu de Nanterre et en route pour l'Aude, un normalien qui grandit dans le bar de ses parents dans le quartier Saint-Agne de Toulouse. 
À 17h30, le Doyen Godechot intervient pour faire cesser l’assemblée. Les étudiants refusent de bouger et se barricadent dans l’amphi. Les étudiants en droit entrent dans la cour de faculté de lettres vers 17H30 et lancent des pierres,  des fumigènes et des pétards contre les vitres haut placées de l'amphithéâtre, où la réunion se déplace vers le bas de l'amphi pour éviter les vitres casséesLe Recteur appelle le Ministre de l’Education Alain Peyrefitte qui lui dit de faire intervenir la police, qui enfonce la porte, détruit les barricades de tables et fait sortir, sans violence, les étudiants de Lettres, sous deux haies de policiers. Des bagarres démarrent ensuite dans les rues proches, entre 18 heures 15 et 19 heures, sans arrestation, ni interpellation, mais avec quatre blessés légers. La réaction importante de la presse à cet affrontement aura des répercussions à la Sorbonne et à Nanterre.

### La réaction de la presse et du ministre le 26 avril
Le lendemain 26 avril, tous les quotidiens, tant régionaux que nationaux, rapportent les « événements » de Toulouse et le ministre de l'Education nationale convoque Jacques Godechot d'urgence, selon la presse de droite, tandis qu'un tract des étudiants de la FET dénonce le terrorisme des étudiants de gauche sous le titre: « Toulouse ne sera pas Nanterre » . Le lendemain, samedi 27 avril, le comité des doyens des Lettres se réunit avec Jacques Godechot, arrivé en avion, et le doyen Durry, de la Sorbonne, lui dit : "Je crois que dans une situation analogue, il ne faut pas hésiter à faire appel à la police".

## Les manifestations étudiantes du début mai
Dans les jours suivants, les débats continuent au Lycée Pierre-de-Fermat et chez les étudiants de Rangueil ou des Beaux-arts, qui se joignent au mouvement.  L'action s'étend vers les plus jeunes via le journal L’Apprenti Enchainé diffusé sur les Collèges d‟Enseignement Technique de la ville. Des jeunes du Lycée Pierre-de-Fermat ont distribué des tracts rendant compte de la réunion, le proviseur a exclu d'un d'eux, accusé d'avoir tracé des inscriptions sur un mur, d'où la première manifestation du Mouvement, le 7 mai: 1500 personnes réunies dans le grand amphithéâtre votent une grève illimitée pour trois revendications: libération des étudiants emprisonnés, fin des agressions policières dans l’université, liberté d’expression des lycéens. Une manifestation de plus de 3 000 personnes converge au Lycée Pierre-de-Fermat. La police charge, Alain Alcouffe est frappé et perd trois dents.
Le 8 mai, les cours cessent. Le 9 mai, 3000 personnes se réunissent au Palais des Sports sur le thème de l’Université critique. Le lendemain le Lycée Pierre-de-Fermat entre en grève à l’initiative d’un Comité d’Action Lycéen. 

## La montée de tension du samedi 11 mai
Le samedi 11 mai au matin des piquets de grève sont mis en place au lycée Fermat. Plus de deux cent élèves se réunissent dans l’amphi Marsan de la faculté des lettres. A 15h deux mille étudiants de la faculté des Sciences de Rangueil vont en cortège place du Capitole. D’autres étudiants se joignent à eux place du Capitole. Alcouffe président de l’UNEF prend la parole. Les leaders essaient de rejoindre une équipe de l’ORTF en train de tourner une émission square De Gaulle. Les étudiants se mobilisent encore plus massivement et manifestent avec les syndicats, jusqu’à l’ORTF, à l'avant-veille d'une grande manif de la gauche et des syndicats Place du Capitole. Ni l'agitation le 22 mars sur le campus de Nanterre, ni les événements de Toulouse du 25 avril n'ont été signalés par l'ORTF alors que le mouvement étudiant en Allemagne est évoqué à plusieurs reprises. La manifestation de soutien à Rudi Dutschke, le 19 avril à Paris, n'avait été signalée de manière très succincte.

## La fondation du journal25 avril
Le 3 mai, Alain Alcouffe fonde et dirige pour l'UNEF le journal 25 avril, qui aura 3 numéros consécutifs, sans date, et débouche sur le « mouvement du 25 avril », avec comme revendication principale le droit de tenir des AG dans l’université. Chacun des 3 numéros du journal a été pris en charge par des groupes de militants différents pour assurer un pluralisme du contenu. Les événements qui ont donné son nom au journal n'ont pas donné lieu le jour même à la formalisation sous forme d'une association ou d'une annonce.
Le journal-mouvement devient pour les étudiants un lieu de représentation légitime vis-à-vis des syndicats et partis politiques, permettant en particulier de surmonter l'hostilité affichée de la CGT et du PCF .  Alain Alcouffe a ensuite participé au journal Les Cahiers de mai « pour conserver les liens tissés entre les étudiants, ouvriers, employés ». Pour assurer l'approvisionnement, le Mouvement du 25 avril organise des liaisons avec les paysans et la création du CLEOP : comité de liaison  étudiants ouvriers paysans.

## La manifestation du 13 mai et la jonction avec les Beaux-Arts
Lors de la grande manifestation du 13 mai, 50 000 personnes battent le pavé à Toulouse, avec le maire Louis Bazerque, à qui il sera reproché, en juin, d’avoir été « le complice » de l’agitation toulousaine. Il est accompagné de parlementaires, Georges Delpech député FGDS de la 3e circonscription de Haute-Garonne, André Rey député FGDS de la 1re circonscription de Haute-Garonne et André Méric sénateur SFIO de Haute-Garonne et vice-président du Sénat. L'école des Beaux-Arts et ses près de 1000 étudiants, menés par les apprentis architectes, a rejoint les rangs. Les étudiants de l'école des Beaux-arts de Toulouse suivaient par radio la situation des autres écoles. Le 14 mai, une réunion est coordonnée par des membres du Mouvement du 25 avril va orienter protestation contre le conservatisme de cette école et la population étudiante collabore ensuite intensivement aux débats. Des commissions de travail prennent contact avec des professionnels. Lors de l'occupation, les tenants d’une action cantonnée aux Beaux-Arts se heurtent cependant aux partisans d’une union avec le Mouvement du 25 avril dirigée vers les ouvriers. Le 16 mai, venu visiter l'école, le maire Louis Bazerque se proclame favorable à une réforme.
Le mercredi 15 mai se créé un comité pour la défense de la liberté et du droit sous la présidence du maire et d'une parlementaire parisienne, saisis de plaintes sur les brutalités policière et à minuit, les cheminots déclenchent la grève pour une durée illimitée. 
Le vendredi 17 mai, les étudiants votent un boycott des examens en lettres, où la faculté EST occupée 24 heures sur 24. Sur les murs, des citations : « Quand l'extraordinaire devient quotidien, c'est la révolution ». (Fidel Castro) ; «les chemins de l'excès mènent à la sagesse» (William Blake) ou encore : « Penser, c'est renoncer au savoir » (Schelling).

## L'extension des grèves
Après le succès de la manifestation du 13 mai, les administrations, transports, hôpitaux, l’ONIA, Sud Aviation, Breguet, la poste, les cheminots, les ouvriers du BTP, la Cartoucherie se mettent en grève. Dès mardi 21 mai, le département de Haute-Garonne compte plus de cent mille travailleurs en grève. Les ouvriers du bâtiment, un des secteurs les plus durs, occupent les locaux de la chambre patronale. De nouvelles entreprises rejoignent le mouvement la semaine suivant et certaines jouent un rôle d'approvisionnement exceptionnel : les Biscottes Paré et la Brasserie Pélican Sud fournissent les cliniques et les grévistes de Sud-Aviation. Pour le soutien aux familles en difficulté, un accord logistique est discuté avec les producteurs agricoles. La Faculté des lettres se remplit de victuailles et les étudiants chargés d'une redistribution rapide, notamment par le recours à Bordelongue, une sorte de campement à la sortie de la ville. Le Mouvement du 25 avril organise des liaisons avec les paysans et la création du CLEOP : comité de liaison  étudiants ouvriers paysans.
Le conseil municipal vote une aide aux familles dans le besoin : deux subventions aux fonds de solidarité CGT et CFDT. Les ouvriers boulangers débrayèrent, mais un accord intervint rapidement pour la reprise du travail. 
Les sapeurs pompiers refusent de disperser les manifestants le 24 mai. Le lundi 27 mai, 50 000 personnes réclament la démission de De Gaulle à l'appel des syndicats et des partis de gauche.

## La vie à Toulouse pendant les grèves
Alain Alcouffe a créé un centre de loisirs, avec l’aide des Francas, pour garder les enfants bénévolement et permettre la grève, en particulier à ceux qui ne l'ont jamais faite, comme les employées des Nouvelles Galeries.  Les paysans apportent de la volaille. Les contestataires se retrouvent au café Bellevue, future  Brasserie Flo, où joue la fanfare des Beaux-Arts, et la nuit au "Père Léon". De nombreux ouvriers de l’Onia, grande usine d’engrais azotés, en grève pour un meilleur salaire, rencontrent les étudiants du centre-ville dans la maison de fonction de l'infirmier-major, au 130 route d’Espagne.
L'avocat Jacques Lévy créé un groupe composé de Jean-Jacques Rouch, Serge Pey et Jean-Pierre Guillem pour aller porter la « bonne parole » dans les zones rurales pyrénéennes et sensibiliser le monde agricole aux évènements.

## Les occupations de bâtiments publics

### L’occupation du centre culturel municipal
Le samedi 18 mai, il est proposé de prendre possession du centre culturel municipal, qui sera rebaptisé « centre critique ». L'action a surpris l’administration locale, intoxiquée par des rumeurs sur une éventuelle occupation du théâtre du Capitole, comme l'occupation du Théâtre de l'Odéon à Paris.
À 18 heures, plusieurs centaines de personnes sont reçues par le directeur, Christian Schmidt et réclame notamment que les artistes exposants acceptent de vendre leurs œuvres au profit des étudiants et ouvriers mobilisés. L’occupation, improvisée, est désavouée par des militants du Mouvement du 25 avril, qui considèrent qu’elle a été menée en son nom pour le discréditer, tout comme à Paris l'UNEF a désavoué l'occupation du Théâtre de l'Odéon dès son surlendemain. La programmation est suspendue. Des discussions s’instaurent sur le thème : « Culture bourgeoise-culture populaire». es occupants évacuent d’eux-mêmes le Centre culture trois jours plus tard. Personne ne se présente à la réunion prévue le 21 mai pour la constitution d’un « comité de réflexion et d’action » et une poignée d'étudiants préfèrent évoquer l'occupation de la branche locale de l'ORTF. 

### Le Mouvement du 25 avril tenté par la prise de l'Hôtel de ville
Après le 22 mai, les membres du Mouvement du 25 avril veulent prendre l’Hôtel de ville. Le maire Louis Bazerque apaise car il réaffirme sa solidarité avec la population.

## La fin du mouvement
A l'Université, un comité de gestion tripartite est mis en place pour favoriser la liberté d'expression et élit son bureau.  Le 28 mai, les élèves du Lycée Pierre-de-Fermat ont cessé d'occuper l'établissement car un projet de cogestion, élaboré par la commission paritaire professeurs-élèves est adopté. Au même moment, malgré les acquis des Accords de Grenelle, la volonté de poursuivre la grève est constatée à Sud-Aviation, Breguet, Air France, APC puis c'est  vers le 2 juin un essoufflement. Chez  Sud-Aviation, la police investit le siège social. 
Le 31 mai, la grande manifestation de soutien au général de Gaulle se termine par des affrontements devant la Faculté des lettres. La grève se poursuit à Sud-Aviation, à la SNCF, et dans la métallurgie.
À la suite du décès de Gilles Tautin aux environs de l'usine Renault de Flins, Toulouse connaît son apogée de violence le 11 juin. Les manifestants dressent des barricades un peu partout place Wilson, rue des Arts, place Esquirol, rue Alsace-Lorraine. Des incendies de voitures, une quarantaine de personnes  interpellées et à trois heures du matin, la dernière barricade  abandonnée, puis 22 étrangers dont 6 étudiants expulsés. Du 18 au 21 juin, une opération porte ouverte des Maisons de la jeunesse et de la culture (MJC) propose aux jeunes et aux moins e 21 ans des élections parallèles aux législatives, qui voient un tassement de la Fédération de la gauche démocrate et socialiste.

## Sources et bibliographie
- Les Cahiers de Framespa, Entretiens avec Alain Alcouffe et Rémy Pech animés et présentés par Étienne Bordes, 2019
- Mai 1968 à Toulouse : le Mouvement du 25 avril"" par Christine Fauré, revue Matériaux pour l'histoire de notre temps 1988

#### Autres déclinaisons régionales de l'événement
- Mai 68 en Auvergne
- Mai 68 à Lyon
- Mai 68 en Provence
- Mai 68 à Nantes
- Mai 68 à Caen

#### Histoire de Toulouse
- Résidence universitaire de Toulouse-Rangueil
- Claude Mathiussi (président des résidents universitaires, FRUF - Fédération des étudiants en résidence universitaire de France)
- Antoine Artous
- Mouvement du 25 avril
- Histoire de Toulouse

#### Mai 68 en général
- Mai 1968
- 1968 en France